# 皮利恩 (南卡罗来纳州)
皮利恩（英文：Pelion），是美国南卡罗来纳州下属的一座城市。城市类型是“Town”。其面积大约为3.69平方英里（9.55平方公里）。根据2010年美国人口普查，该市有人口674人，人口密度约为每平方 英里182.8人（约合每平方公里70.58人）。